# Grant (Alabama)
Grant – miasto w Stanach Zjednoczonych, w stanie Alabama, w hrabstwie Marshall. W roku 2023 miasto zamieszkiwało 1057 osób, a gęstość zaludnienia wynosiła 229,8 osoby/km².